# British Hard Court Championships 1968
British Hard Court Championships 1968 - чоловічий і жіночий тенісний турнір, що проходив на відкритих кортах з ґрунтовим покриттям West Hants Club у Борнмуті (Англія). Це перший турнір Відкритої ери. Тривав з 22 до 27 квітня 1968 року. Кен Роузволл і Вірджинія Вейд виграли титули в одиночному розряді, а Рой Емерсон і Род Лейвер та Крістін Труман Джеймс і Нелл Трумен - у парному.

## Перший турнір Відкритої ери
British Hard Court Championships (BHCC) 1968 став першим турніром Відкритої ери. Раніше Міжнародна федерація тенісу (ILTF) забороняла професійним гравцям брати участь у змаганнях, зокрема турнірах Великого шолома, що проходили під егідою ILTF та її національних підрозділів. Хоча усі гравці, аматори та професіонали, мали право на участь у BHCC 1968, але гравці, що належали до кола World Championship Tennis (WCT), не взяли участі. Гравці з конкурентної організації National Tennis League (NTL) взяли участь, і в чоловічій частині турніру були першими шістьма сіяними. Турнір розпочався 22 квітня о 13:43, коли Джон Кліфтон подав і виграв перше очко Відкритої ери. Кліфтон програв свій матч першого кола Овену Девідсону, який завдяки цьому став переможцем першого матчу Відкритої ери. Кен Роузволл здобув титул в одиночному розряді, отримавши 2 400 доларів призових, тоді як фіналіст Род Лейвер отримав 1 200 доларів. Їхній фінальний матч перервався в другому сеті через дощ, і завершився наступного дня. Вірджинія Вейд виграла жіночі змагання в одиночному розряді, у фіналі перемігши Вінні Шоу, але не змогла забрати свої 720 доларів призових, оскільки все ще була аматоркою. Вона стала першою аматоркою, що виграла турнір Відкритої ери. Крістін Джейнс та її сестра Нелл Трумен стали першими переможницями турніру Відкритої ери в парному розряді. Турнір став успішним і привабив майже 30 тис. відвідувачів. Молодий британець Марк Кокс став першим аматором, який переміг професіонала, коли обіграв 39-річного американця Панчо Гонсалеса в п'ятисетовому матчі другого кола, що тривав дві та чверть години.

## Фінальна частина

### Чоловіки. Одиночний розряд
Кен Роузволл —  Род Лейвер 3–6, 6–2, 6–0, 6–3

### Одиночний розряд. Жінки
Вірджинія Вейд —  Вінні Шоу 6–4, 6–1

### Парний розряд. Чоловіки
Рой Емерсон /  Род Лейвер —  Андрес Хімено /  Панчо Гонсалес 8–6, 4–6, 6–3, 6–2

### Парний розряд. Жінки
Крістін Труман Джейнс /  Нелл Трумен —  Фей Тойн-Мур /  Аннетт ван Плой 6–4, 6–3

### Змішаний парний розряд
Вірджинія Вейд /  Боб Гау —  Фей Тойн-Мур /  Джиммі Мур 6–4, 6–3